# Rathaus Watzendorf (Großheirath)

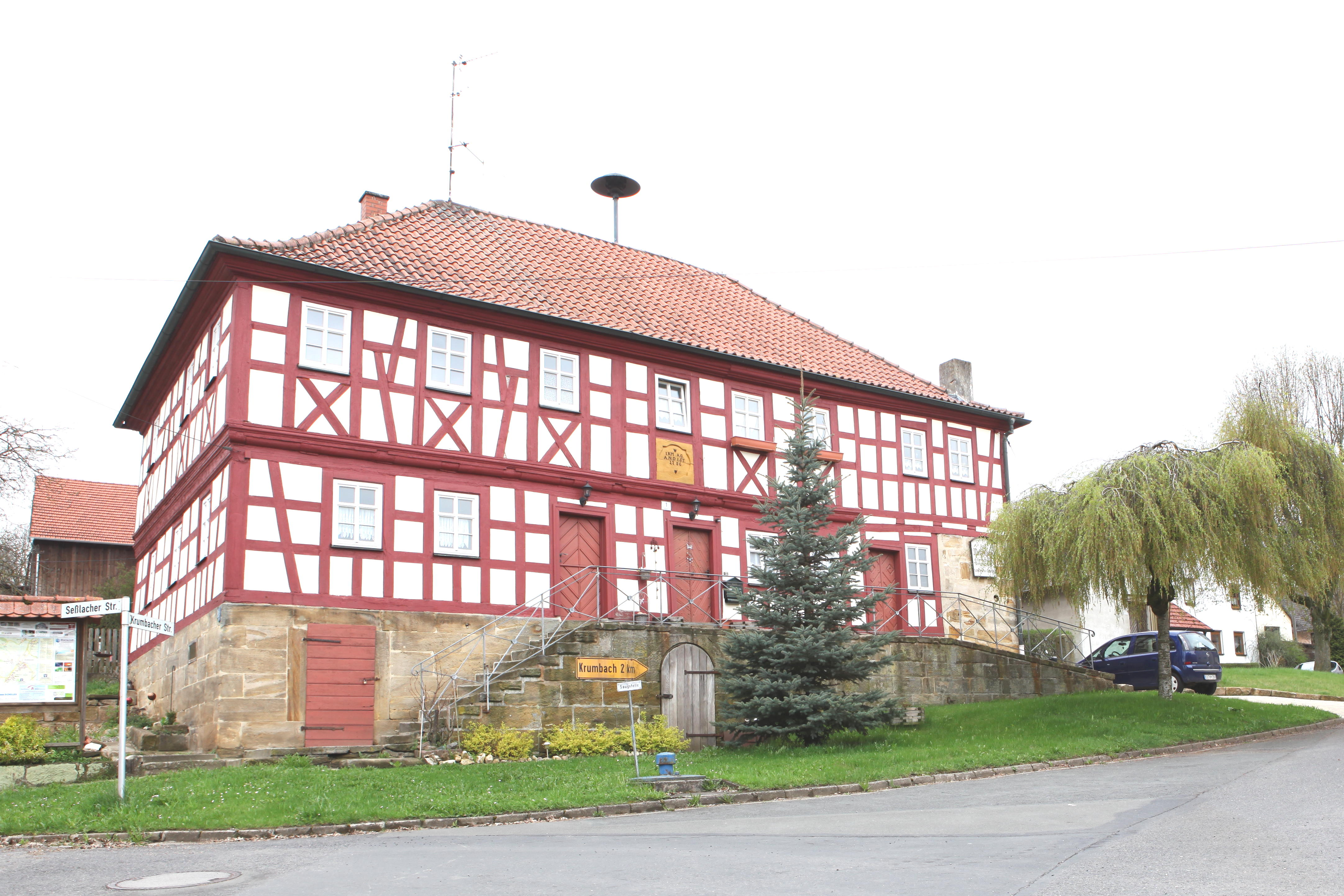
Ehemaliges Rathaus in Watzendorf

Das Rathaus in Watzendorf, einem Ortsteil der Gemeinde Großheirath im oberfränkischen Landkreis Coburg in Bayern, wurde 1756 errichtet. Das ehemalige Rathaus an der Krumbacher Straße 1 ist ein geschütztes Baudenkmal. 
Das zweigeschossige Fachwerkhaus auf massivem Sandsteinkellergeschoss mit Walmdach hat acht straßenseitige Fensterachsen. Über eine zweiseitige Freitreppe erreicht man die drei Eingangstüren.